# Маріус Йосипой
Маріус Йосипой (рум. Marius Iosipoi, нар. 28 квітня 2000, Яловени) — молдовський футболіст, півзахисник клубу «Петрокуб».
Виступав, зокрема, за клуби КСМ Політехніка, «Дачія» (Буюкань) та «Велес», а також національну збірну Молдови.

## Клубна кар'єра
У дорослому футболі дебютував 2018 року виступами за команду КСМ Політехніка, в якій провів один сезон.
Своєю грою за цю команду привернув увагу представників тренерського штабу клубу «Дачія» (Буюкань), до складу якого приєднався 2019 року. Відіграв за кишинівський клуб наступні два сезони своєї ігрової кар'єри.
На початку 2021 року на правах оренди перейшов у російський «Велес», у складі якого провів наступні пів року своєї кар'єри гравця.
До складу клубу «Петрокуб» приєднався влітку 2021 року. Станом на 25 вересня 2023 року відіграв за клуб з Хинчешти 44 матчі в національному чемпіонаті.

## Виступи за збірну
У 2021 році дебютував в офіційних матчах у складі національної збірної Молдови.
| Дата       | Місто                  | Господарі   | Результат | Гості     | Турнір                               | Голи | Примітки |
| ---------- | ---------------------- | ----------- | --------- | --------- | ------------------------------------ | ---- | -------- |
| 28-3-2021  | Гернінг                | Данія       | 8 – 0     | Молдова   | Відбір до ЧС 2022                    | -    | 54'      |
| 31-3-2021  | Кишинів                | Молдова     | 1 – 4     | Ізраїль   | Відбір до ЧС 2022                    | -    | 79'      |
| 9-10-2021  | Кишинів                | Молдова     | 0 – 4     | Данія     | Відбір до ЧС 2022                    | -    | 62'      |
| 12-11-2021 | Кишинів                | Молдова     | 0 – 2     | Шотландія | Відбір до ЧС 2022                    | -    | 71'      |
| 15-11-2021 | Клагенфурт-ам-Вертерзе | Австрія     | 4 – 1     | Молдова   | Відбір до ЧС 2022                    | -    | 46'      |
| 3-6-2022   | Вадуц                  | Ліхтенштейн | 0 – 2     | Молдова   | Ліга націй УЄФА 2022-2023 - 1-й етап | -    | 46'      |
| Усього     |                        | Матчів      | 6         |           | Голів                                | 0    |          |